# Stanisław Palczewski
Stanisław Palczewski, ps. Harigan (ur. 21 czerwca 1935 w Jordanowie, zm. 30 września 2014) – polski działacz antykomunistyczny.

## Życiorys
Ukończył Szkołę Podstawową nr 2 im. św. Wojciecha w Krakowie, następnie uczęszczał do II Liceum Ogólnokształcącego im. Króla Jana III Sobieskiego. W 1950 roku wstąpił do konspiracyjnej organizacji antykomunistycznej Związek Walczącej Młodzieży Polskiej, pełniąc w niej funkcję szefa sztabu. Został aresztowany 2 października 1952 roku po zdemaskowaniu organizacji przez prowokatora z Urzędu Bezpieczeństwa, podającego się za członka nieistniejącej organizacji Związek Wolnej Europy. Więziony był w więzieniu przy ul. Montelupich w Krakowie, Nowym Wiśniczu, Strzelcach Opolskich i Jaworznie. Odzyskał wolność na mocy amnestii w 1956 roku. Podjął wówczas nieukończone studia na Uniwersytecie Jagiellońskim. Przez następne lata imał się różnych zajęć. 
W 1976 roku ponownie włączył się w działalność opozycyjną. Był współtwórcą krakowskich oddziałów Ruchu Obrony Praw Człowieka i Obywatela i Konfederacji Polski Niepodległej. Współtworzył i redagował podziemne pismo „Opinia Krakowska”, uczestniczył w kolportażu pism drugiego obiegu. W 1980 roku wstąpił do NSZZ „Solidarność”. Po ogłoszeniu stanu wojennego był internowany w ośrodkach w Nowym Wiśniczu, Załężu i Kielcach, zwolniony został 20 lipca 1982 roku. 
Sprawował funkcje prezesa krakowskiego oddziału Związku Młodocianych Więźniów Politycznych lat 1944-1956 Jaworzniacy oraz sekretarza Porozumienia Organizacji Kombatanckich i Niepodległościowych w Krakowie oraz członka Wojewódzkiej Rady Kombatantów i Osób Represjonowanych przy Wojewodzie Małopolskim. W wyborach w 1989 bezskutecznie kandydował do Senatu, otrzymał 2161 głosów.

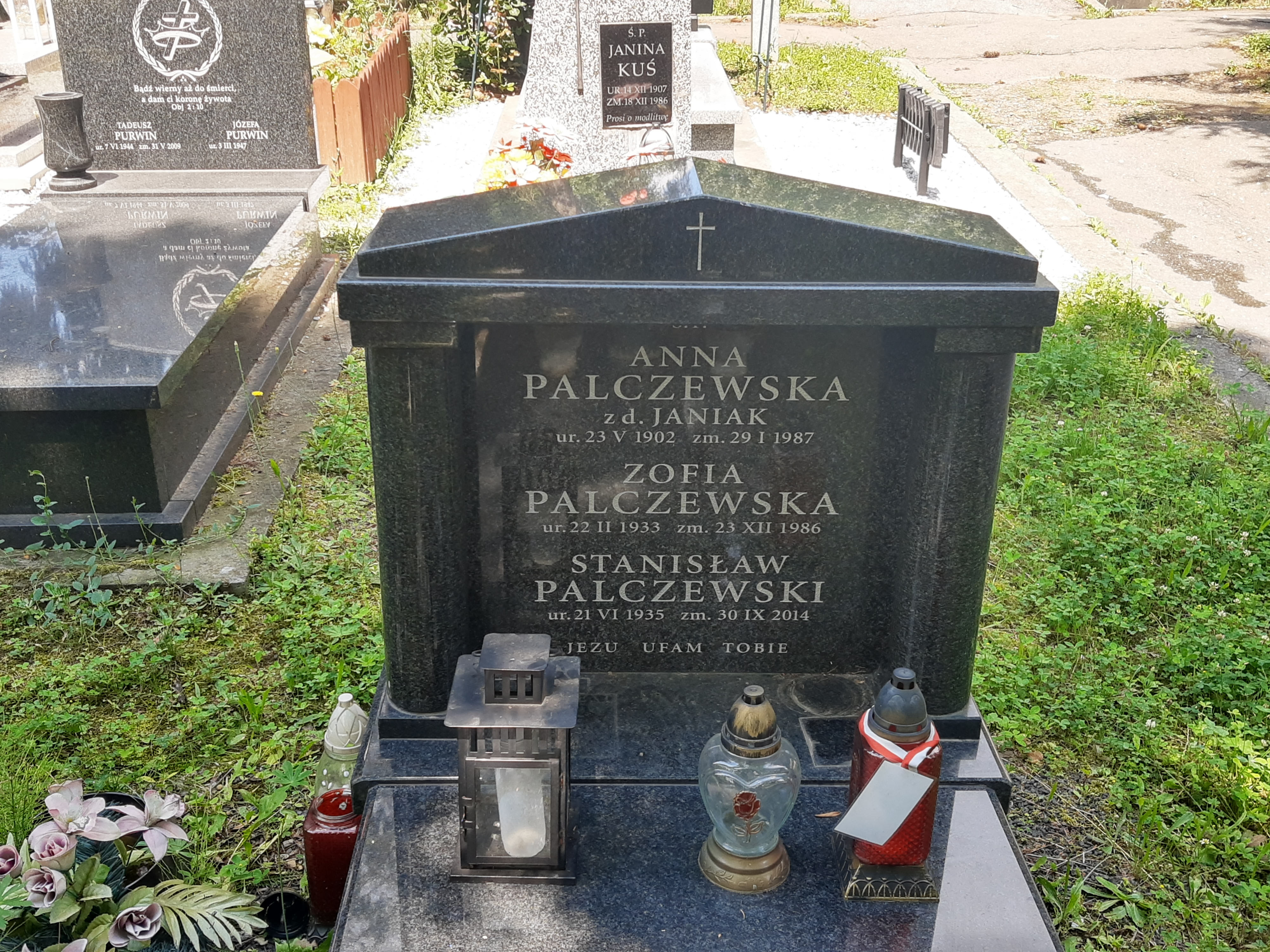
Grób Stanisława Palczewskiego na cmentarzu Prądnik Czerwony w Krakowie

Pochowany na cmentarzu Batowickim w Krakowie (kw. E-LXII-3-16).

## Upamiętnienie
W 2021 roku imieniem Stanisława Palczewskiego nazwano skwer u zbiegu ulic Lubelskiej i Wrocławskiej w Krakowie. 

## Odznaczenia
- Krzyż Komandorski Orderu Odrodzenia Polski (2007)[1][6]
- Krzyż Niezłomnych (1999)[7]
- Krzyż Zrzeszenia Wolność i Niezawisłość (1996)[7]
- Odznaka „Weteran Walk o Wolność i Niepodległość Ojczyzny” (1995)[5]